# William Nassau Senior
William Nassau Senior (26 września 1790, zm. 4 czerwca 1864) angielski prawnik i ekonomista, profesor ekonomii politycznej na Uniwersytecie Oksfordzkim, urodzony w Compton w hrabstwie Berkshire. Przedstawiciel angielskiej ekonomii klasycznej. Jego najważniejszym dziełem był Zarysu nauki ekonomii politycznej, wydany w 1836.

## Poglądy
Senior krytykował teorię wartości Davida Ricarda. W przeciwieństwie do niego uważał, że wartość to cecha wewnętrzna dobra, która czyni je zdolnym do wymiany. Uznawał dwie przyczyny powstania wartości: wewnętrzną i zewnętrzną. Wewnętrzną przyczyną była rzadkość dobra natomiast zewnętrzną – koszty produkcji.
System ekonomiczny w koncepcji Seniora opierał się na czterech twierdzeniach:
- Działalność człowieka zawsze powinna się kierować zasadą gospodarności;
- Człowiek w swoim działaniu powinien uwzględniać wzrost ludności i pracować wydajniej;
- Wydajność ziemi w produkcji rolniczej spada, a postęp techniczny może ten proces jedynie opóźnić;
- Wydajność czynników produkcji w przemyśle rośnie, co równoważy spadek wydajności ziemi w produkcji rolnej.

Był przeciwnikiem ograniczenia dnia pracy do 10 godzin. W swoich pracach starał się udowodnić, że zysk powstaje dopiero w ostatniej, 11 godzinie pracy.